# Керавнский купол
Керавнский купол (лат. и англ. Ceraunius Tholus) — потухший вулкан на Марсе, расположенный в области Фарсида. Координаты центра — 24°00′ с. ш. 262°45′ в. д. / 24,0° с. ш. 262,75° в. д.. В поперечнике структура составляет 130 км и имеет высоту 8250 м (над уровнем окружающих равнин — 6 км). Является частью группы вулканов Урана.

## География и геология
Ранее структура считалась стратовулканом. Склоны Керавнского купола довольно крутые — средний наклон составляет 8°. На них есть много радиальных эрозионных каналов и изрытых ямами долин, простирающихся от обода кальдеры к подножию вулкана. Существует гипотеза, что долины были проделаны потоками воды. Интересной особенностью Керавнского купола являются три больших каньона, находящихся на северо-западном склоне вулкана, их ширина составляет до 2,5 км, а глубина — 300 м. Самый большой из этих трех каньонов, возможно, является самым молодым. Он начинается от нижней точки вулканической кальдеры и заканчивается в кратере Раэ (Rahe, эллиптический ударный кратер размерами 35 × 18 км), к северу от самого вулкана. Происхождение долин до сих пор остается спорным. Существует четыре основных гипотезы их происхождения: речная деятельность, деятельность вулканических потоков, долины могли быть застывшими лавовыми каналами или результатом совместного действия вышеупомянутых причин.
Кальдера Керавнского купола усеяна множеством ям, которые отличаются от кратеров, поскольку они не имеют ободов.
Керавнский купол является частью группы вулканов Урана и лежит к югу от меньшего вулкана под названием купол Урана (верхний на снимке справа).
На провинции Фарсида сконцентрировано большое количество потухших вулканов. Например потухший вулкан Олимп, высота которого составляет примерно 26,2 км, является самой большой горой из известных в Солнечной системе.

## Ледники
Некоторые ученые считают, что ледники могут существовать на многих вулканах, находящихся в провинции Фарсида, в том числе и на потухшем вулкане Олимп, горе Аскрийской и горе Павлина. Керавнский купол, возможно, в прошлом имел свои ледники, таяние которых сопровождалось образованием временных озёр. Гладкая и ровная поверхность кальдеры указывает на то, что в прошлом талые воды образовывали в ней озеро.

## Галерея
- Каналы на Керавнском куполе, снимок камеры HiRISE
- Купол Урана (верхний) и Керавнский купол (нижний), запечатлённые космическим аппаратом Mars Global Surveyor в марте 2002 года[10]
- Группа вулканов Урана.